# Pentachord
A pentachord görög eredetű zenei kifejezés, jelentése öt egymás után következő fok.
Öt hangból álló diatonikus hangsor, melynek szélső hangjai kvint hangköz távolságra vannak egymástól.
Pentachord hangsor hangkészletét használja számos gyerekdal, énekelt mondóka.
Ötféle pentachord skála van. Négyben egy kisszekund van, az ötödikben kettő. A magyar népdalokban a dúr és moll pentachord fordul elő.
| Példák dúr pentachordra: - Á, bé, cé, dé, rajtam kezdé - Elvesztettem zsebkendőmet - Hová mégy te, kis nyulacska - Láttál-e már valaha - Sárga csikó, csengő rajta - Széles a Duna, keskeny a partja | Példák moll pentachordra: - Cifra palota, zöld az ablaka - Elvesztettem páromat - Harcsa van a vízben - Hej, tulipán, tulipán - Még azt mondják, nem illik - Szellő zúg távol | Példa líd pentachordra: - Enni, inni van csak kedved |